# Liste der Kulturdenkmäler in Oberraden
In der Liste der Kulturdenkmäler in Oberraden sind alle Kulturdenkmäler der rheinland-pfälzischen Ortsgemeinde Oberraden aufgeführt. Grundlage ist die Denkmalliste des Landes Rheinland-Pfalz (Stand: 9. Februar 2023).

## Einzeldenkmäler
| Bezeichnung | Lage                 | Baujahr         | Beschreibung                                                     | Bild |
| ----------- | -------------------- | --------------- | ---------------------------------------------------------------- | ---- |
| Wohnhaus    | Mittelstraße 14 Lage | 18. Jahrhundert | Fachwerkhaus, teilweise massiv und verschiefert, 18. Jahrhundert | BW   |